# Alfonso Carrillo de Acuña
Alfonso (o Alonso) Carrillo de Acuña (Carrascosa del Campo, 11 de agosto de 1413-Alcalá de Henares, 1 de julio de 1482). Importante prelado de la Castilla del siglo XV.

## Biografía
Alfonso nació en Carrascosa del Campo en el 11 de agosto de 1413. Fue hijo de Lope Vázquez de Acuña, máximo responsable del Concejo de la Mesta, primer señor de Buendía y Azañón, y descendiente de una familia de nobles portugueses, y de Teresa Carrillo de Albornoz, señora de Paredes, Portilla y Valtablado, carrascoseña.
Su familia materna, de ascendencia eclesiástica, pertenecía al municipio conquense de Carrascosa del Campo, y la de su padre, ricohombre de Castilla, portuguesa. Su educación se desarrolló, bajo la influencia de su tío el cardenal Alonso de Carrillo, pasando a estar bajo su tutela a los once años. Cuando falleció este, en 1434, recibió el cargo de protonotario apostólico del papa Eugenio IV, accediendo al Consejo Real de Juan II. Para el Concilio de Basilea fue enviado como embajador del rey. Estuvo 16 años ausente de Castilla hasta que en 1440 regresó para ser nombrado obispo de Sigüenza, sede de la que ya era administrador desde 1436.
En 1440 el antipapa Félix V lo nombró cardenal, pero lo rechazó ante la falta de legitimidad de este. En 1446 fue nombrado arzobispo de Toledo, convirtiéndose de este modo en el primado de los obispos de Castilla.

### Actividad política
Su influencia en la vida política del reino de Castilla, en los reinados de Juan II, Enrique IV e Isabel I fue enorme; su opinión fue muy variable, acomodándose a las circunstancias.
Tras la ejecución del favorito Álvaro de Luna en 1453, Carrillo apoyó a su sobrino Juan Pacheco, marqués de Villena, el favorito del nuevo rey Enrique IV y desempeñó misiones diplomáticas, para él, ante Francia, llegando a tener un gran poder, superando a muchos nobles. Su codicia y ambición le llevaron a enfrentarse al rey, a partir del momento en que este prefirió cambiar de favorito, alejando a Pacheco y uniéndose a Beltrán de la Cueva y sus aliados los Mendoza, acérrimos enemigos de Carrillo.
A partir de 1462, Carrillo fue el principal instigador de un bando de nobles castellanos que querían destronar al rey y sustituirle por su medio hermano, el infante Alfonso, y participó muy activamente en la Farsa de Ávila (1465). Comenzó así una larga y cruenta guerra civil en Castilla. Cuando en el verano de 1468 murió el infante, probablemente envenenado por el marqués de Villena, su hermana Isabel le sucedió como pretendiente al trono y tuvo como principal consejero al arzobispo Carrillo, quien junto con su consuegro (Pierres de Peralta) desempeñaron un papel importantísimo en el ajuste de su matrimonio con Fernando de Aragón, en octubre de 1469.
En 1473 convocó el Concilio de Aranda «para combatir la ignorancia y la vida disipada de algunos clérigos».
Cuando los Reyes Católicos se hicieron con el poder, al morir Enrique IV en diciembre de 1474, rápidamente chocaron sus intereses. Carrillo no aceptaba el tratamiento autoritario de estos y, por otra parte, se produjo el ascenso a canciller del reino de Pedro González de Mendoza, viejo enemigo de Carrillo, además de haber sido nombrado cardenal, dignidad por la que él había estado luchando. Esta situación le llevó a un enfrentamiento con el Mendoza que perdería en la subsiguiente Guerra de Sucesión Castellana (1475-1479).
Dando un giro absoluto a su política, Carrillo se integró en el bando liderado por el rey de Portugal que apoyaba los derechos al trono castellano de su sobrina la princesa Juana contra Isabel la Católica. La guerra fue larga y cruel, pero a principios de 1479 una ofensiva de los Reyes Católicos derrotó definitivamente a los portugueses y obligó a Carrillo a someterse y aceptar guarniciones reales en todas las fortalezas que controlaba, para poder continuar como arzobispo de Toledo.

### Muerte y enterramiento
Murió semipreso en su Palacio arzobispal de Alcalá de Henares el  1 de julio de 1482. Fue enterrado en el monasterio de Santa María de Jesús en Alcalá de Henares, fundado por el propio arzobispo. Tras la desamortización de éste, sus restos fueron trasladados a la actual Catedral de los Santos Niños Justo y Pastor, por lo que fue víctima del incendio que sufrió dicha catedral en 1936, habiendo sido restaurado en 1997 y 2018. Este sepulcro se considera una de las grandes obras de la escultura del gótico tardío en Castilla. Está esculpido en alabastro en los años ochenta del siglo XV y se atribuye al maestro Sebastián de Toledo. En torno a la cama del sepulcro aparece esta leyenda (en latín):

Dios, el mejor y el más grande. Sepultura del muy Reverendísimo y muy magnífico señor don Alfonso Carrillo, de gloriosa memoria, Arzobispo de Toledo, fundador de este monasterio. Vivió arzobispo treinta y cinco años e cinco meses e diez días y falleció en esta Villa de Alcalá primero de Julio anno del Señor de mil cuatrocientos ochenta y dos annos de edad de sesenta y ocho annos e diez meses e veinte días.

## En la ficción
El personaje del arzobispo Carrillo, interpretado por Pedro Casablanc, aparece en las temporadas primera y segunda de la serie televisiva Isabel.